# الشرباتي
‌‌أحمد الشراباتي الحلبي
عالم وفقيه سوري عاش في الفترة (1054 هـ - 1136 هـ) وهو فقيه وعالم شافعي، ولد بمدينة حلب في سوريا وتجول في البلدان وأقام في مدينة دمشق وبرع بمختلف علوم الدين الحديث والقرآن الفقه.

## نسبه
أحمد بن عبد الله بن علوان الحلبي الشافعي الشهير بالشراباتي الشيخ الفاضل العالم العامل المحدث الفقيه الورع الصالح المفنن أبو العباس شهاب الدين.

## ولادته
ولد بحلب سنة أربع وخمسين وألف ونشأ بها.

## طلبه للعلم
رحل إلى القاهرة لطلب العلم: وأخذ عن جماعة من الأئمة المسندين:
1. كأبي العزائم سلطان المزاحي.
2. والنور على الشبراملسي.
3. والشمس محمد بن علاء الدين البابلي وعنهم أخذ الفقه وأصوله.
4. وعبد الباقي الزرقاني.

ثم رجع إلى دمشق وأخذ بها عن:
1. الشمس محمد بن علي الكاملي.
2. وعن السيد محمد بن كمال الدين ابن حمزة نقيب الاشراف بدمشق.
3. والعلامة عبد القادر بن مصطفى الصفوري الشافعي.
4. والشيخ محمد البطنيني.
5. والقطب أيوب بن أحمد الحلوتي.

وأخذ أيضاً عن جماعة غيرهم:
1. كأبي الوقت إبراهيم بن حسن الكوراني نزيل المدينة المنورة.
2. والشهاب أحمد بن محمد الادريسي المغربي نزيلها أيضاً.
3. ومحمد بن سليمان المغربي.
4. وعبد العزيز الزمزمي.
5. وأبي الروح عيسى بن محمد الثعالبي المكي.
6. وأحمد بن محمد الحموي المصري.
7. وأبي الوفا العرضي الحلبي الشافعي.
8. وموسى الرام حمداني البصير الحلبي الشاعر.
9. والشيخ خير الدين بن أحمد الرملي الحنفي وعن غيرهم.

وبرع في سائر العلوم وفاق في معرفة المنطوق والمفهوم، ودرس بجامع حلب، وأنتفع به الناس، ولم يزل على طريقته المثلى إلى أن توفاه الله تعالى.

## وفاته
توفي سنة ست وثلاثين ومائة وألف ودفن خارج باب المقام.